# Mary Dillwyn

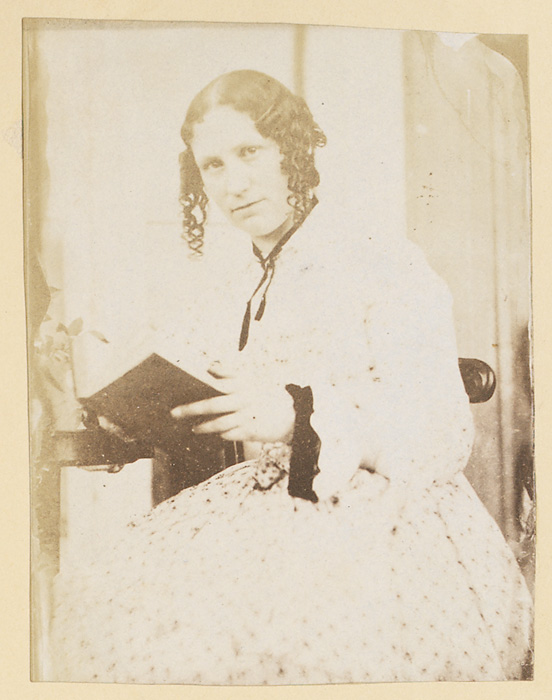
Mary Dillwyn, 1853

Mary Dillwyn (* 1816 in Swansea, Vereinigtes Königreich; † 1906 in London, Vereinigtes Königreich) war eine britische Fotografin. Sie fotografierte in den 1840er und 1850er Jahren Blumen, Tiere, Familie und Freunde und gilt als die erste Fotografin in Wales. Ihre Fotografien unterscheiden sich von den Arbeiten ihrer männlichen Zeitgenossen durch ihre Vorliebe für eine kleine Kamera mit kurzer Belichtungszeit.

## Leben und Werk

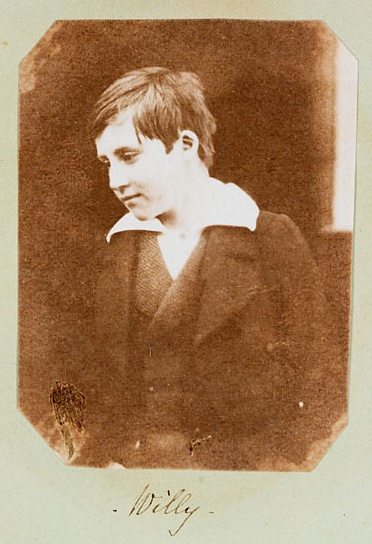
Ein Foto von William Mansel (1838–1866), der etwas außerhalb des Bildes anlächelt. Aufgenommen um 1853

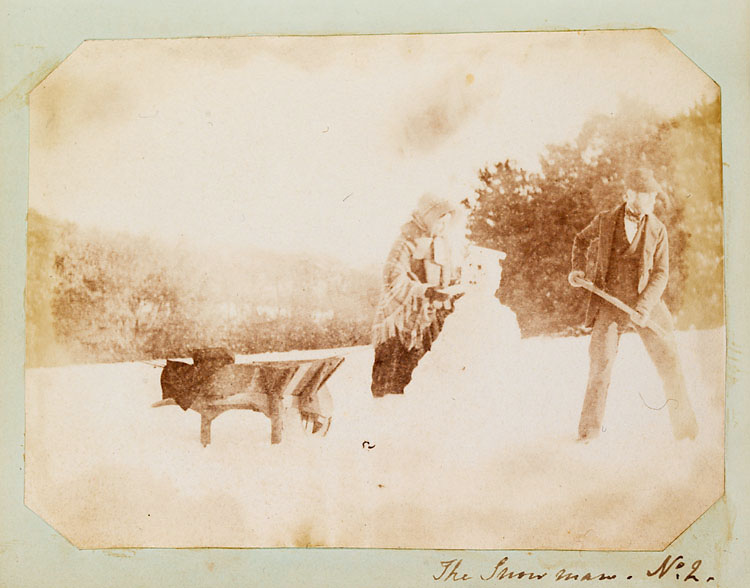
The Snowman No. 2, Foto von Mary Dillwyn

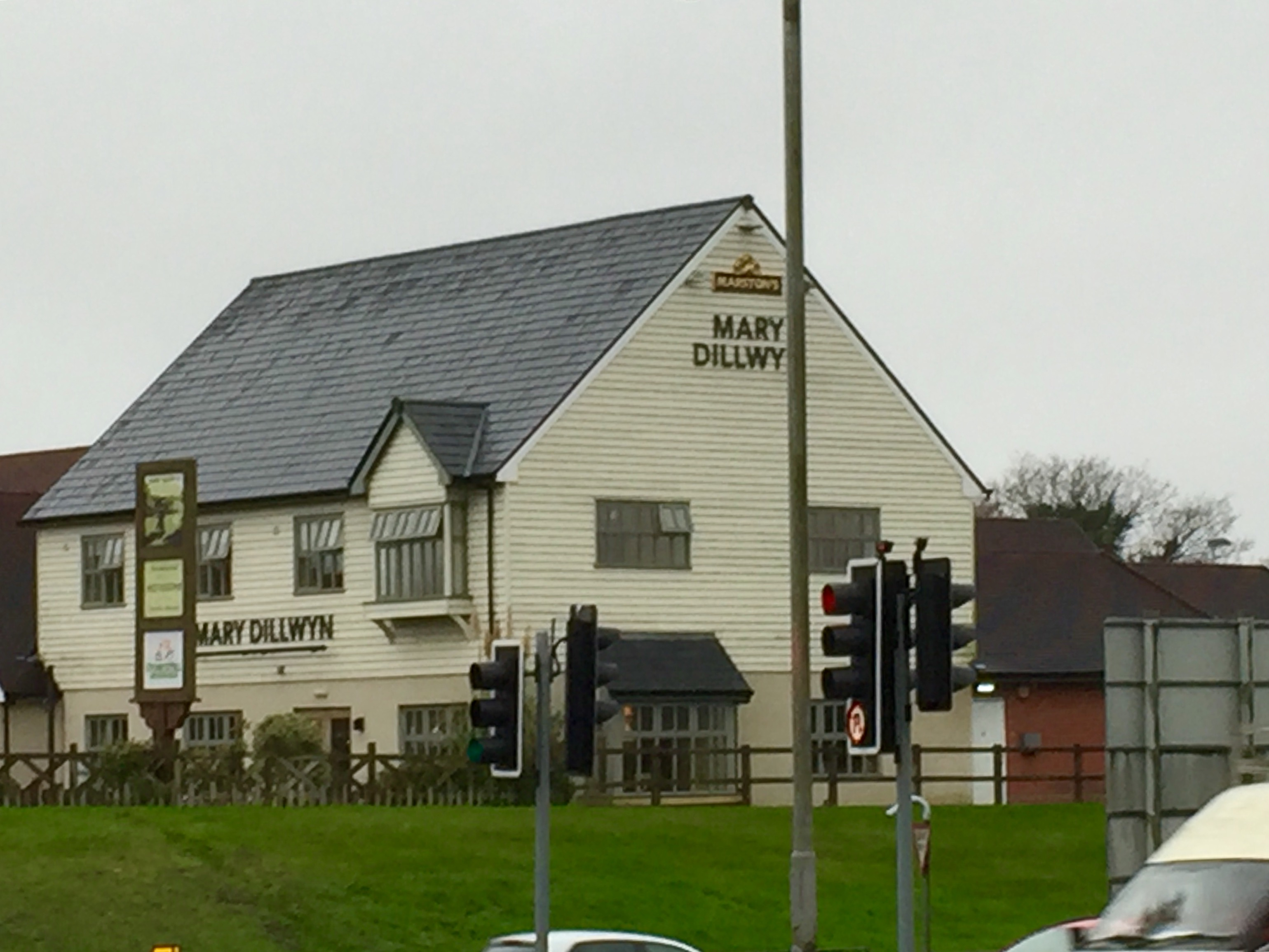
The Mary Dillwyn, ein Pub an der Kreuzung in Port Mead

Dillwyn war eines von vier Kindern des Botanikers und Politikers Lewis Weston Dillwyn und Mary Adams, einer Cousine von Henry Fox Talbot, einem Pionier der Fotografie. Ihr älterer Bruder war der Fotograf John Dillwyn Llewelyn.
Dillwyns Fotografien entstanden in den 1840er und frühen 1850er Jahren. Dillwyns Arbeit gilt als bemerkenswert, weil sie im Gegensatz zu anderen Fotografen dieser Zeit steife, formale Porträts vermied. Sie verwendete eine kleine Kamera, die kürzere Belichtungszeiten als üblich benötigte und kleine Negative produzierte, die das Licht leichter bündelten. Durch die Verwendung kurzer Belichtungszeiten war sie die erste oder eine der ersten, die ein Lächeln festhielt. Ihre Fotografie ihres Neffen William Mansel Llewelyn zeigt ein leichtes Lächeln in seinen Augen. Sein Lächeln war das erste, das in Großbritannien und wahrscheinlich auch weltweit auf einem Foto festgehalten wurde. Das erste bekannte Foto
eines Schneemanns etwa im Jahr 1853 wird auch ihr zugeschrieben.
Ihre Fotografien waren normalerweise etwa 80 mm × 100 mm groß. Sie wurden oft in ledergebundenen Alben gesammelt und teilweise mit handschriftlichen Notizen versehen, in denen die abgebildete Blumenart oder der Name eines Familienmitglieds angegeben waren.
Dillwyn heiratete am 12. August 1857 Reverend Montague Earle Welby, Sohn von Reverend John Earle Welby und Felicia Elizabetha Hole. Nach ihrer Heirat und dem anschließenden Umzug in eine Industriestadt scheint sie das Interesse an der Fotografie verloren zu haben.
Sie starb am 29. November 1906 ohne Nachkommen.
Dillwyns Fotoalben wurden von der National Library of Wales erworben und digitalisiert. Die Bibliothek kaufte 2007 ein Album von dem Llysdinam Estate in Breconshire, einem Anwesen, das in den 1890er Jahren in den Besitz der Familie Dillwyn Llewelyn kam. Dieses Album erstellte Dillwyn um 1853 und schenkte es einer Nichte. Es blieb in der Familie, bis es an einen amerikanischen Käufer verkauft wurde. Bei den Fotografien handelt es sich um Salzdrucke nach dem Kalotypie-Verfahren, das zwischen 1835 und 1841 von dem Freund ihres Bruders, William Henry Fox Talbot, erfunden wurde. Salzdruckpapier war die erste Art von Druckpapier, die in der Fotografie verwendet wurde und von demselben Bild konnte eine unbegrenzte Zahl von Kopien erstellt werden.
In Swansea in Westwales gibt es ein Pub, das nach ihr benannt wurde: Mary Dillwyn.

## Fotografien von Mary Dillwyn (Auswahl)

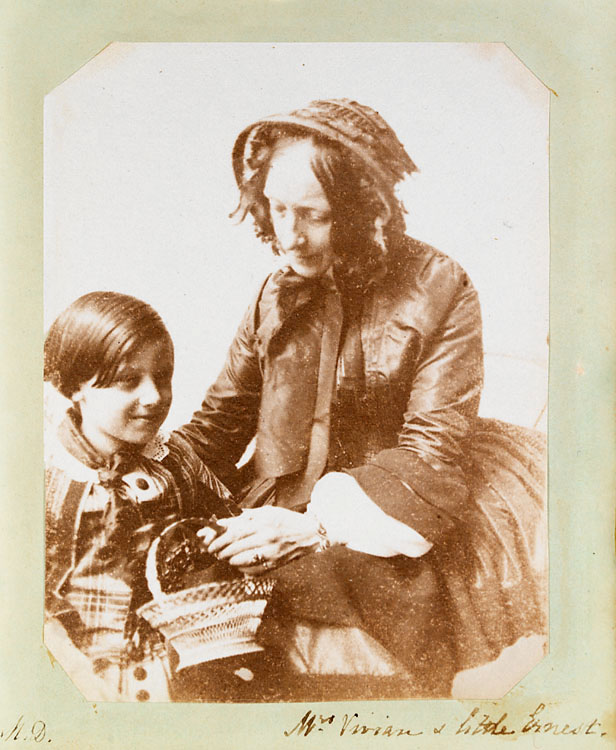
Mrs. Vivian und der kleine Ernst
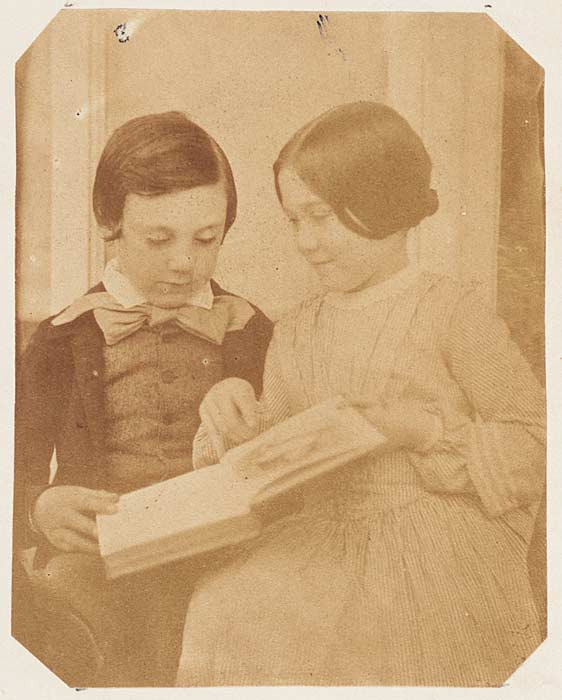
Harry und Amy Dillwyn (Kinder von Lewis Llewelyn Dillwyn), 1853
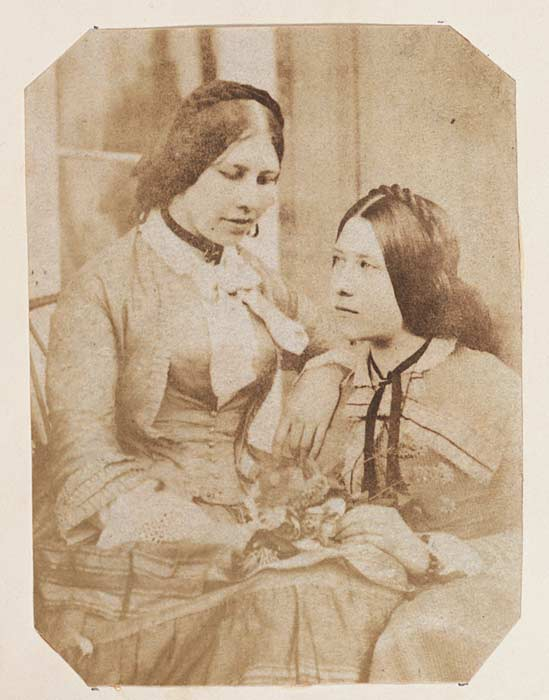
Caroline und Dulcie Eden
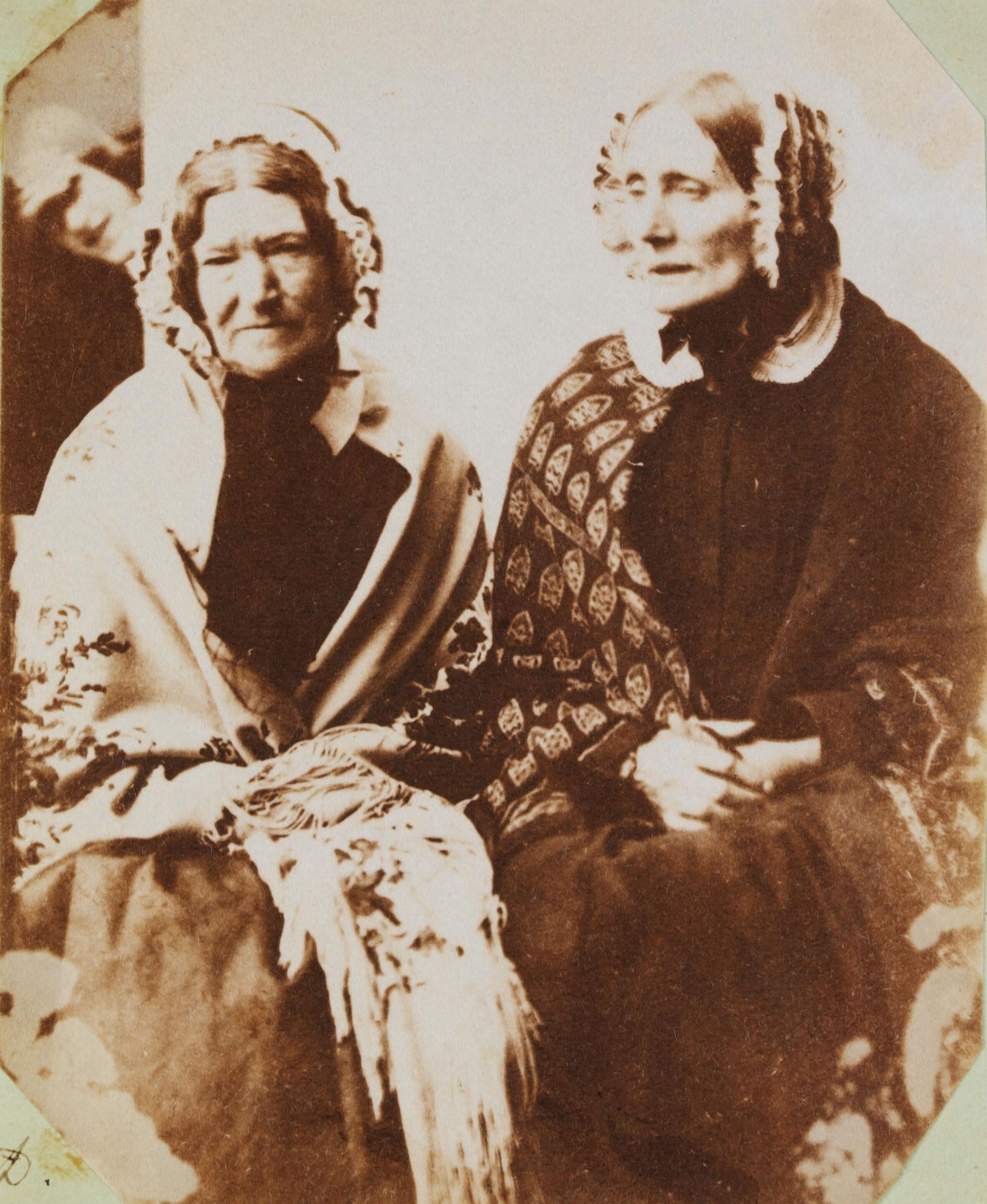
Sally und Mrs. Reed
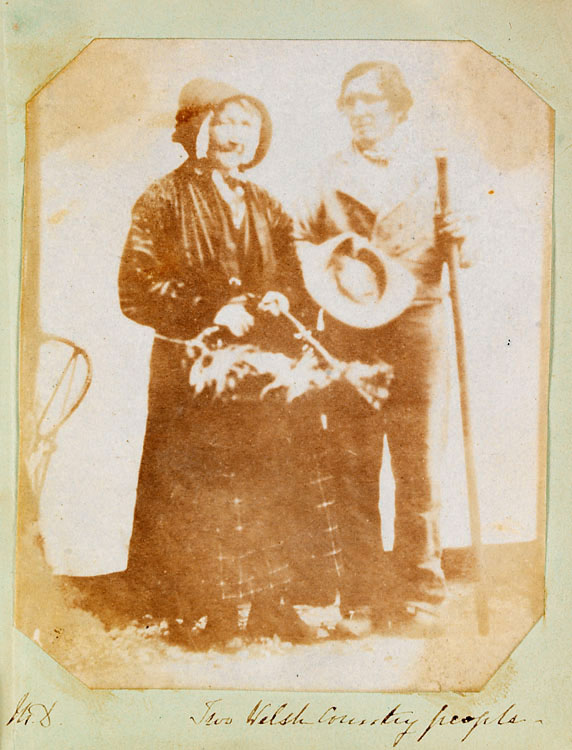
Zwei walisische Landleute
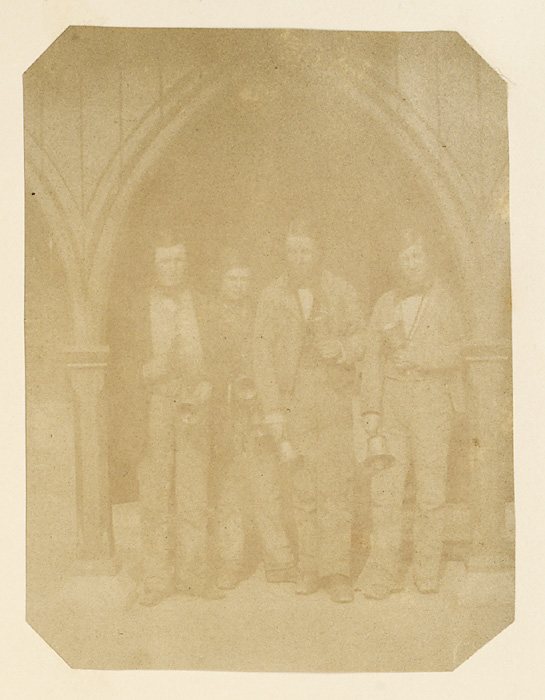
J Edwards, E. Evans, G. Jones, G. George. (Außerhalb der Sketty School, gegenüber der Sketty Church)
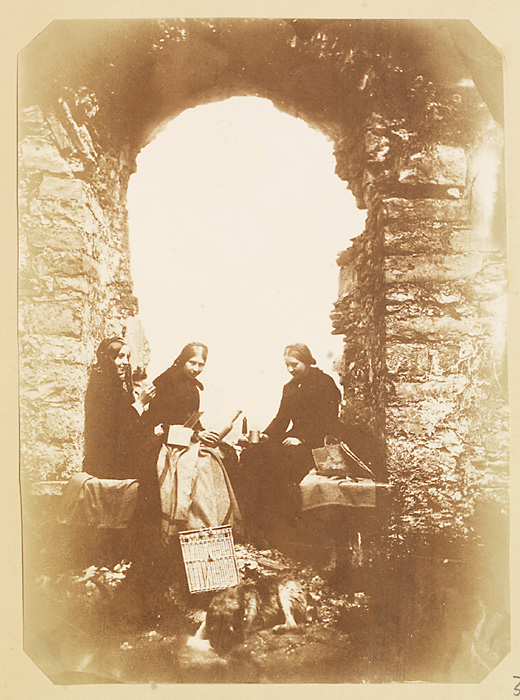
Picknick im Oystermouth Castle - Dulcie Vivian, Caroline Eden und Etta (Henrietta) Vivian
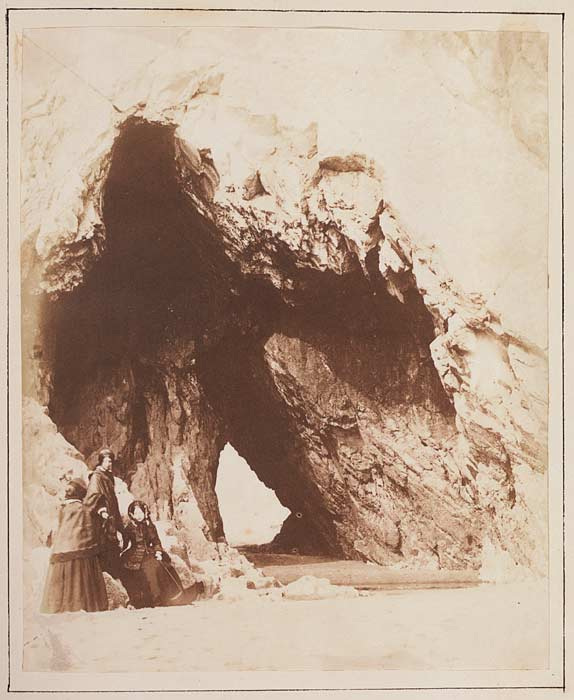
Drei-Klippen-Bucht
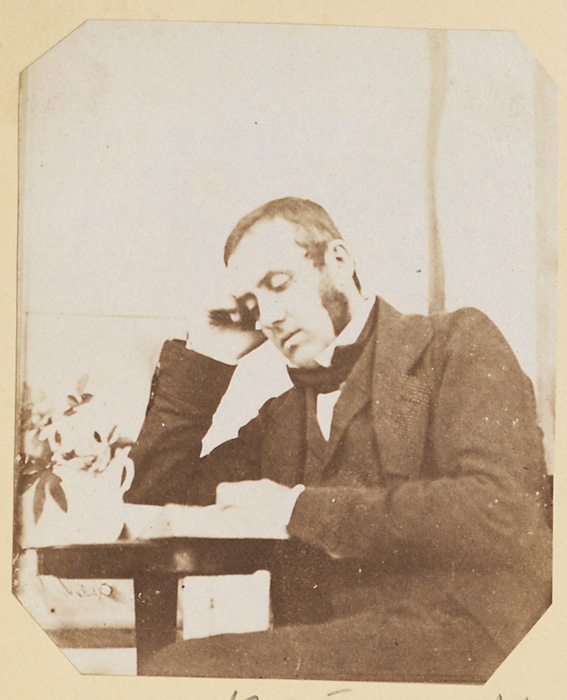
John Dillwyn Llewelyn
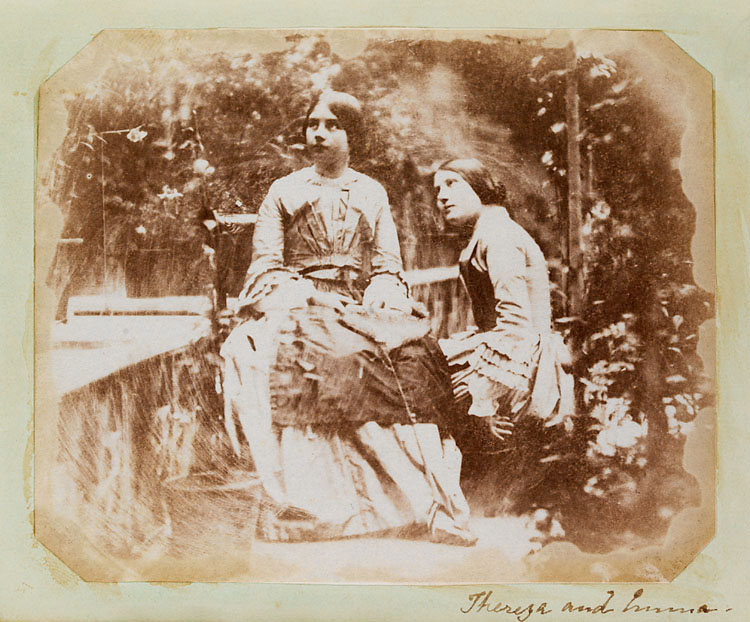
Thereza und Emma